# 放課後恋愛クラブ -恋のエチュード-
『放課後恋愛クラブ -恋のエチュード-』（ほうかごれんあいクラブ こいのエチュード）は、1996年12月13日にLIBIDOから発売されたアダルトゲーム。『放課後恋愛クラブ』シリーズ第1作目。
2003年4月25日には本作の日本語対訳機能付きの英語版リメイク『Casual Romance Club -L'etude de I'amour-』（カジュアル・ロマンス・クラブ、以降『CRC』）が発売された、日英両ボイス収録、新規CG追加。

## 概要
本作は「オカズウェア」としており、スカトロジーを数多く描くマニアックな抜きゲーを手がけてきたLIBIDOが初めて手掛けた純愛タイプの恋愛アドベンチャーゲームとなる。しかし、半年後に発売された次作『放課後マニア倶楽部 -濃いの欲しいの-』（以降『マニア倶楽部』）では、本作のヒロインがマニアックな変態的Hシーン（LIBIDOが従来描いてきたような）を繰り広げている。
主人公は恋愛サークル「放課後恋愛クラブ」の一員となり、同じく会員のヒロインたちと会話を楽しむ。会話は1日3人まで可能で、状況によっては会話選択が発生。それによってヒロインとの恋愛フラグが成立すれば、休日デートやその後のHシーンなどが発生する。「恋愛ノート」と称される各種小ウィンドウ群が特徴的で、ヒロインのプロフィールや活動記録、現在いるスポットの情報などを随時閲覧できる。一般的な恋愛アドベンチャーゲームで多く描かれるようなドラマチックな描写は少なく、男女の等身大の恋愛模様を描き出した会話テキストが特徴。
メッセージスキップが未搭載というLIBIDO作品共通の問題や、会話選択によるフラグ立てがわかり辛いといった問題点がある。
マニュアルにはヒロインのプロフィールに年齢や所属校が明記されており、その後に改定された倫理規定では描けない性描写も行われている（詳しくはコンピュータソフトウェア倫理機構の項を参照）。倫理規定改定後に発売された『マニア倶楽部』『放課後X'masパック』『CRC』に加え、『放課後恋愛クラブ（本作）』『マニア倶楽部』『CRC』の廉価版では年齢表記が削除され、学校名も年齢を特定できないように修正（高等学校→削除、中学校→学園）されている。
Windows（以降「Win」）版にはキャラクターボイス（略して「キャラボイス」）はないが、1997年3月にLIBIDOが発売したアクセサリーデータ集『恋のアンサンブル』収録のデータを使用すると、一部の場面で女性キャラクターのキャラボイスが再生できるようになる。『CRC』には英語のキャラボイスだけでなく、日本語のキャラボイスもある。
セガサターン（以降「SS」）版では、Hシーンを排除した代わりにオリジナルCG、オリジナルアニメーション、声優が担当するようになったキャラボイスが新規に収録された。ただし、キャラボイスがあるのはイベントシーンのみとなっている。4週間という限られた期間内で、女の子とカップルになることを目的としている。CERO：Z（18才以上推奨）。
「CRC」では「恋のアンサンブル」「Art Works 〜放課後ふぁんくらぶ〜」に収録されたCGも作中に使用しているほか、エンディングの後に、恋人同士となったヒロインとの日常の一齣を描いた場面が追加されている。

## 登場人物
声優名はSS版およびドラマCD版のもので、Win版は日本語版、英語版共に非公表（ただし、声優の自己紹介が入っている音声ファイルがある）。主人公名はWin版のみ変更可能。『CRC』における氏名も併記する。

### 男性キャラクター
天城 練一（あまぎ れんいち） / Jim Thanders（ジム・サンダース）
声：石田彰（ドラマCD版）
本作の主人公。杜陽学園高等学校2年生。
ごく普通だが、少し格好いい感じの男子。そのため、女子からは密かに人気がある。理屈っぽいが、時には強気に出ることがある。
島本 威明（しまもと たけあき） / Jordan Price（ジョーダン・プライス）
声：関智一（ドラマCD版）
恋愛クラブの発起人であり会長。杜陽学園高等学校2年生。
明るく誰とでも仲良くなれるタイプで、その交友関係の広さを武器に、多くのヒロインをクラブに入会させる。ただし、恋愛となると友達止まりで終わってしまうタイプでもある。小太郎に対しては強気に出ることが多々ある。
河合 小太郎（かわい こたろう） / Mark Hamill（マーク・ハミル）
雛子の弟で、内気で物事に凝るオタクっぽい男の子。杜陽学園高等学校2年生。
実はとてつもない変態嗜好の持ち主で、後に主人公を務める『放課後マニア倶楽部』でその鬼畜な本性が明らかとなる。
『放課後マニア倶楽部』では設定によっては雛子と苗字が違ってしまうが、物語中では「両親が夫婦別姓を選択したため、別々の姓になった」と説明されている。OVAでは血縁のない義姉弟という設定になっている。

### ヒロイン
織原 早苗（おりはら さなえ） / Charlotte Lewis（シャーロット・ルイス）
杜陽学園高等学校2年生。16歳。
3月16日生まれ（うお座）、血液型A型
身長：158cm、3サイズ：82/56/85
声：静木亜美（SS版・OVA） / 中川亜紀子（SS版・ドラマCD版） / 遠野そよぎ（英語版）
本作のメインヒロイン。
物静かで優しい性格だが、芯の強さと情熱を内に秘める。
恋愛面では優しさが勝り、三角関係になると自ら引いてライバルに譲る傾向がある。
早苗ルートでは練一への想いを改めて自覚し、その秘めたる情熱を爆発させるかのごとく大胆になる。
堀川 ななせ（ほりかわ ななせ） / Amy O'counor（エイミー・オコーナー）
杜陽学園高等学校1年生。16歳。
4月11日生まれ（おひつじ座）、血液型B型
身長：156cm、3サイズ：80/56/84
声：七瀬里緒 / 冬樹みずほ（英語版）
早苗を慕う後輩で、元気かつ物怖じしないタイプ。
練一に一目惚れし、好意を隠さず積極的にアタックを掛ける。
ななせルートでは練一への想いから生じた早苗との確執を乗り越え、晴れて結ばれる。
新堂 和美（しんどう かずみ） / Kate Gibson（ケイト・ギブソン）
杜陽学園高等学校2年生。16歳。
12月14日生まれ（いて座）、血液型O型
身長：155cm、3サイズ：80/56/84
声：茶山莉子（SS版･ドラマCD版） / 朝日奈澪（OVA） / 涼元里美（英語版）
明るく気軽に付き合えるタイプ。
威明とは幼馴染だが、ケンカ友達で恋愛感情はなし。練一とは話すことはあっても面識がある程度。
和美ルートでは、練一と関わる内に彼を強く意識するようになり、その想いに今まで気付けなかった後悔から練一を激しく求める。
河合 雛子（かわい ひなこ） / Jeannie Hamill（ジニー・ハミル）
杜陽学園高等学校3年生。17歳。
7月7日生まれ（かに座）、血液型B型
身長：160cm、3サイズ：85/58/88
声：北条静香（SS版） / 松本美和（ドラマCD） / 美咲ゆうか（英語版）
主人公の先輩で、小太郎の姉。
年上だが、おっとりとして純粋で可愛らしいタイプ。しかし、弟の小太郎からはおっとりし過ぎと心配されている。
母性を内に秘めている反面、主人公である練一のことも弟と同じポジションとして見ている。
雛子ルートでは自転車の購入を切っ掛けにして錬一と自転車に乗るための特訓を行う。乗りこなせるようになった後は二人でサイクリングに出掛けるようになるなどして当初無自覚だった練一への想いに気付き、未経験だった恋を自覚するようになる。
美咲 椎那（みさき しいな） / Bridget Colins（ブリジット・コリンズ）
杜陽学園高等学校2年生。16歳。
9月1日生まれ（おとめ座）、血液型A型
身長：164cm、3サイズ：76/53/79
声：そのざきみえ / 皆美伊吹（英語版）
早苗の親友で、地元のスポーツクラブに所属する体操少女。
恋に悩む早苗を見ている内に自身も恋愛を意識するようになり、途中参加する。
椎那ルートで攻略すると、何の接点も無かった練一の存在が頭から離れなくなったことで彼への恋心に気付き、誰よりも一途な恋する乙女になっていく。
堀川 むつみ（ほりかわ むつみ） / Sidney O'counor（シドニー・オコーナー）
聖栄学園女子高等学校3年生。18歳。
5月10日生まれ（おうし座）、血液型A型
身長：158cm、3サイズ：85/57/86
声：七瀬里緒 / 秋月まい（英語版）
ななせの姉。メンバーで唯一、女子校に通う。
妹に連れられる形で参加。絵本作りが好きな文学少女で、眼鏡を掛けている。
慎重で堅実な性格だが、自分を守ってくれるヒーローに憧れるというロマンチストな一面も持つ。
自身が通う女子校の制服の関係上、唯一のセーラー服を着用しての参加。
むつみルートでは当初、妹への遠慮から練一を避けるような対応をするが、自身の中で膨らむ練一への想いを抑えられず、自分の意思で練一と身も心も関係を持つ。
仁藤 加奈未（にとう かなみ） / Clare Radick（クレア・ラディック）
杜陽学園高等学校1年生。15歳。
10月8日生まれ（てんびん座）、血液型B型
身長：160cm、3サイズ：85/56/86
声：美木まさき / 桜井もも（英語版）
コギャル風の目立つ容姿と言動が特徴だが、性格はとても乙女チック。
仲間が処女を捨てたという話を聞き、彼氏を探すために恋愛クラブに入会する。
杜陽学園のメンバーでは唯一私服で参加。これは学校が終わるとすぐに着替えるため（あらかじめ持参するか、すぐ家に帰って着替える）。
当初から練一には好印象を抱いていた。やがて練一と話すようになるが練一から正面切って好意を伝えられた際はどうしていいか分らなくなってしまう。
遊佐 倫子（ゆさ りんこ） / Caitlin Prichard（ケイトリン・プリチャード）
杜陽学園高等学校1年生。15歳。
11月11日生まれ（さそり座）、血液型O型
身長：158cm、3サイズ：83/58/86
声：永瀬いくみ / 大花どん（英語版）
練一たちの通う杜陽学園のアイドル的存在。女子生徒にも人気が高い。
有名な女流作家を母親に持つが、実はそのことが密かな重圧となっていた。
倫子ルートで母に対するコンプレックスが明らかとなり、同時に練一への恋に目覚める。
山科 瑞穂（やましな みずほ） / Sophie Reynolds（ソフィー・レイノルズ）
柏木教育大学4年生。21歳。
1月15日生まれ（やぎ座）、血液型O型
身長：165cm、3サイズ：88/57/86
声：小川里永子 / 真野涼子（英語版）
恋愛クラブの最年長メンバー。
教育大学に在学し、教師を目指す傍ら、練一の家庭教師をしていた縁で恋愛クラブに入会する。
自立した大人で立派な女性だが、お嬢様育ちが災いして年頃の悩みを誰にも打ち明けられずにいる。
瑞穂ルートでは練一との年齢差と彼への想いとの悩みを乗り越えて結ばれ、自動車免許の取得にも成功する。
園崎 操（そのざき みさお） / Valerie Jones（ヴァレリー・ジョーンズ）
如月経理専門学校2年生。19歳。
6月19日生まれ（ふたご座）、血液型AB型
身長：165cm、3サイズ：92/58/88
声：柏平佳代 / 高奈ゆか（英語版）
恋愛クラブの活動に興味を抱いて参加。恋愛クラブの舞台となるファミレス「Starry Sky」のウェイトレスでもある。
奔放な性格で恋愛にも貪欲だが、一方で恋愛で自分が傷つきたくないという臆病な面も併せ持つ。
店内の会話ではウェイトレスの制服のまま参加するが、シフトの関係で不参加の日もある。
若槻 杏奈（わかつき あんな） / Amanda Duset（アマンダ・デュセット）
有栖原中学校2年生。13歳。
8月1日生まれ（しし座）、血液型A型
身長：142cm、3サイズ：75/53/76
声：小池かの子（SS版） / 浅田葉子（ドラマCD版） / みずきみらい（英語版）
恋愛クラブの最年少メンバーにして、唯一の女子中学生であり、会話では通っている学校の制服であるブレザーを着用している。
操にあこがれを抱いており、操の紹介でクラブに入会した。「大人の女」を自称するなどませた性格をしているが、その恋愛知識および性知識の大半は大人の受け売りであり、実際は幼い性格をしている。ゲームが好き。
杏奈ルートでは「大人の女」ではなく、年相応の子供らしい純粋な恋心を練一にぶつけ、恋人同士になる。その後は背伸びするのではなく一歩ずつ大人へのステップアップをして愛を交わすようになる。
稲葉 歩（いなば あゆむ） / Paige McConley（ペイジ・マコンリー）
茶畑学園高等学校2年生。16歳。
2月17日生まれ（みずがめ座）、血液型O型
身長：162cm、3サイズ：80/55/80
声：森本晶（SS版） / 茂呂田かおる（ドラマCD版） / ゆ〜り（OVA） / 桜井あいな（英語版）
むつみや杏奈と同様、他校生のメンバー。
歌姫を自称しており、バンドメンバーを探すため、操の紹介で杏奈と共にクラブへ入会した。自分のスタイルにこだわりが強く、「恋愛はスマートに」がモットー。
彼女の通う茶畑学園は私服通学の学校であり、全編を通して私服で参加している。

## スタッフ

### 主題歌
- 英語版主題歌「Casual Romance Club」
  - 歌：織原早苗（遠野そよぎ）、堀川ななせ（冬樹みずほ）、若槻杏奈（みずきみらい）、新堂和美（涼元里美）

## シリーズ一覧
1. 放課後恋愛クラブ -恋のエチュード-（1996年12月13日発売）
2. 恋のアンサンブル（1997年3月18日）
3. 放課後マニア倶楽部 -濃いの欲しいの-（1997年6月13日発売）
4. Art Works 〜放課後ファンくらぶ〜（1998年2月13日発売）
5. 放課後Xmasパック（※上記4作を同梱した限定版、1998年12月11日発売）
6. Casual Romance Club -L'etude de I'amour-（2003年4月25日発売）

キューティーソフトブランドで以下の3作が廉価版として発売されている。
1. 放課後恋愛クラブ -恋のエチュード-
2. 放課後マニア倶楽部 -濃いの欲しいの-
3. Casual Romance Club -L'etude de I'amour-

## アダルトアニメ版
アダルトゲーム版と同タイトルで、1998年にピンクパイナップルより全2巻のVHS/LDで発売。1999年6月4日には、それらをDVD1枚に収録したDVD版が、2006年7月28日にはその廉価版が発売された。

### 各巻タイトル
1. 恋にドーキはいらないし…（1998年4月24日発売）
2. …コンキョがないのが恋だから（1998年8月21日発売）

### 主題歌（アダルトアニメ版）
エンディングテーマ「ステキに恋愛、してみようよ」
作詞：藤井美保 / 作・編曲：タダミツヒロ / 歌：稲葉歩（ゆ〜り）、新堂和美（朝日奈澪）

## 関連書籍

### 小説
ケイエスエスより4冊、ファミ通文庫より1冊が発売された。ケイエスエス版の著者はみついいつみ、ファミ通文庫版の著者は飯野文彦。
ケイエスエス版
放課後恋愛クラブ -恋のエチュード- Round1
ISBN 4-87709-159-9
放課後恋愛クラブ -恋のエチュード- Round2
ISBN 4-87709-202-1
放課後恋愛クラブ -恋のエチュード- Round3
ISBN 4-87709-211-0
以上の3冊は、原作に沿ったものである。
放課後恋愛クラブ -恋のエチュード- 戦え!杜陽戦隊スターリィV
外伝的作品。『Libido7』の登場人物がゲスト出演している。
ファミ通文庫版
放課後恋愛クラブ　恋のスクランブル
後書きに続編の予告があるが、続編は出版されていない。

### ムック
ケイエスエスより刊行。
恋のハーモニー -放課後恋愛クラブCG&原画集-
ISBN 4-87709-203-X
ArtWorks 放課後ふぁんくらぶCG&原画集
ISBN 4-87709-285-4